# 佐敦駅
佐敦駅（ジョーダンえき）は、香港九龍油尖旺区にある港鉄（MTR）荃湾線の駅である。当初、観塘線の駅として1979年に設置された。現在は、ホームドアが設置されている。

## 駅構造
- 島式ホーム1面2線の地下駅。

### 駅階層
| G 地面            | -                              | 出口                                                                          |
| L1 コンコース     | コンコース                     | サービスセンター、売店、恒生銀行、自動券売機、 証明写真、ATM、「e分鐘著數」機 |
| L2 プラットホーム | ❶番線                          | →■荃湾線荃湾方面→                                                             |
| L2 プラットホーム | 島式ホーム、右側のドアが開く。 |                                                                               |
| L2 プラットホーム | ❷番線                          | ←■荃湾線中環方面                                                              |

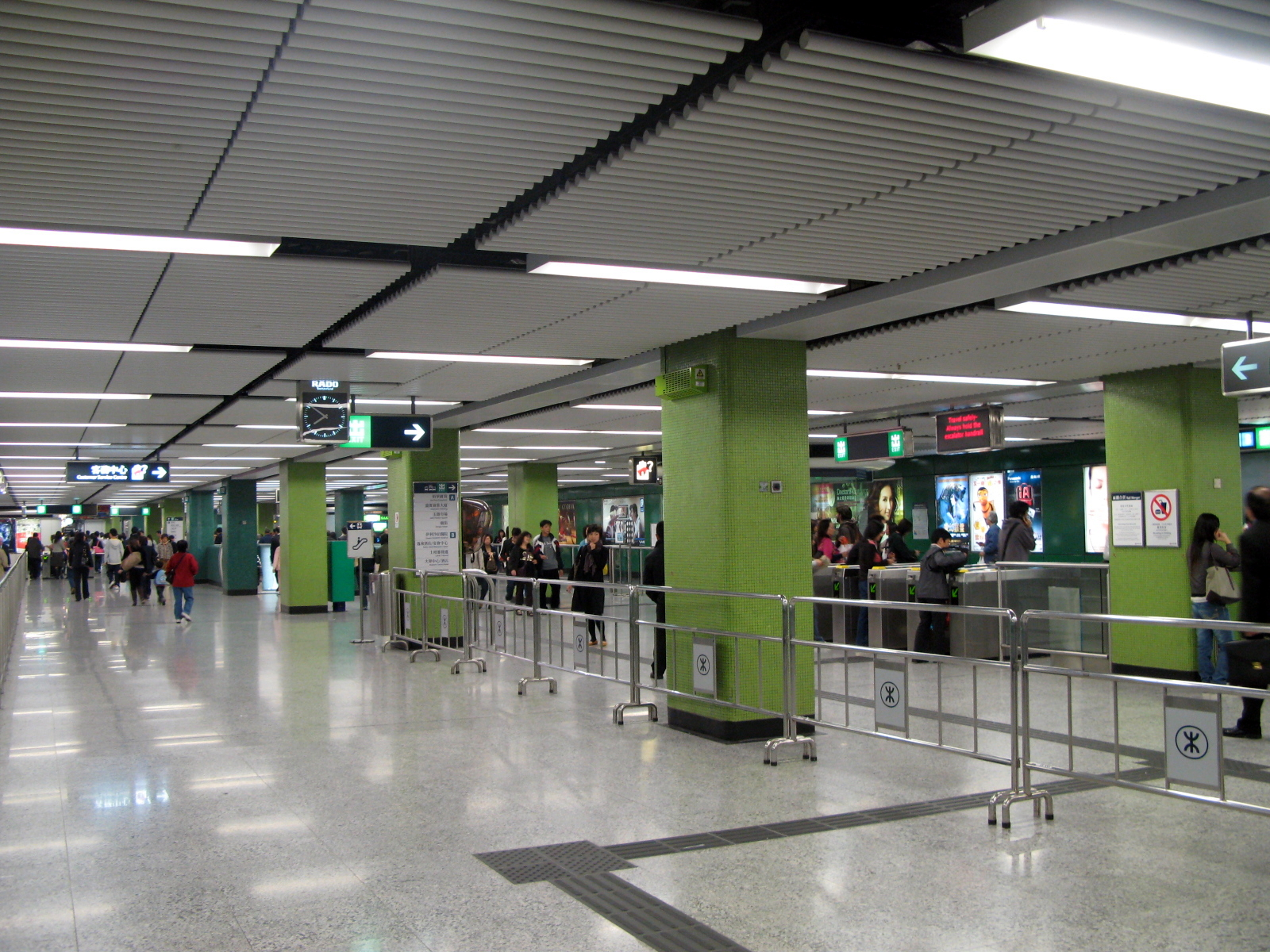
佐敦駅コンコース
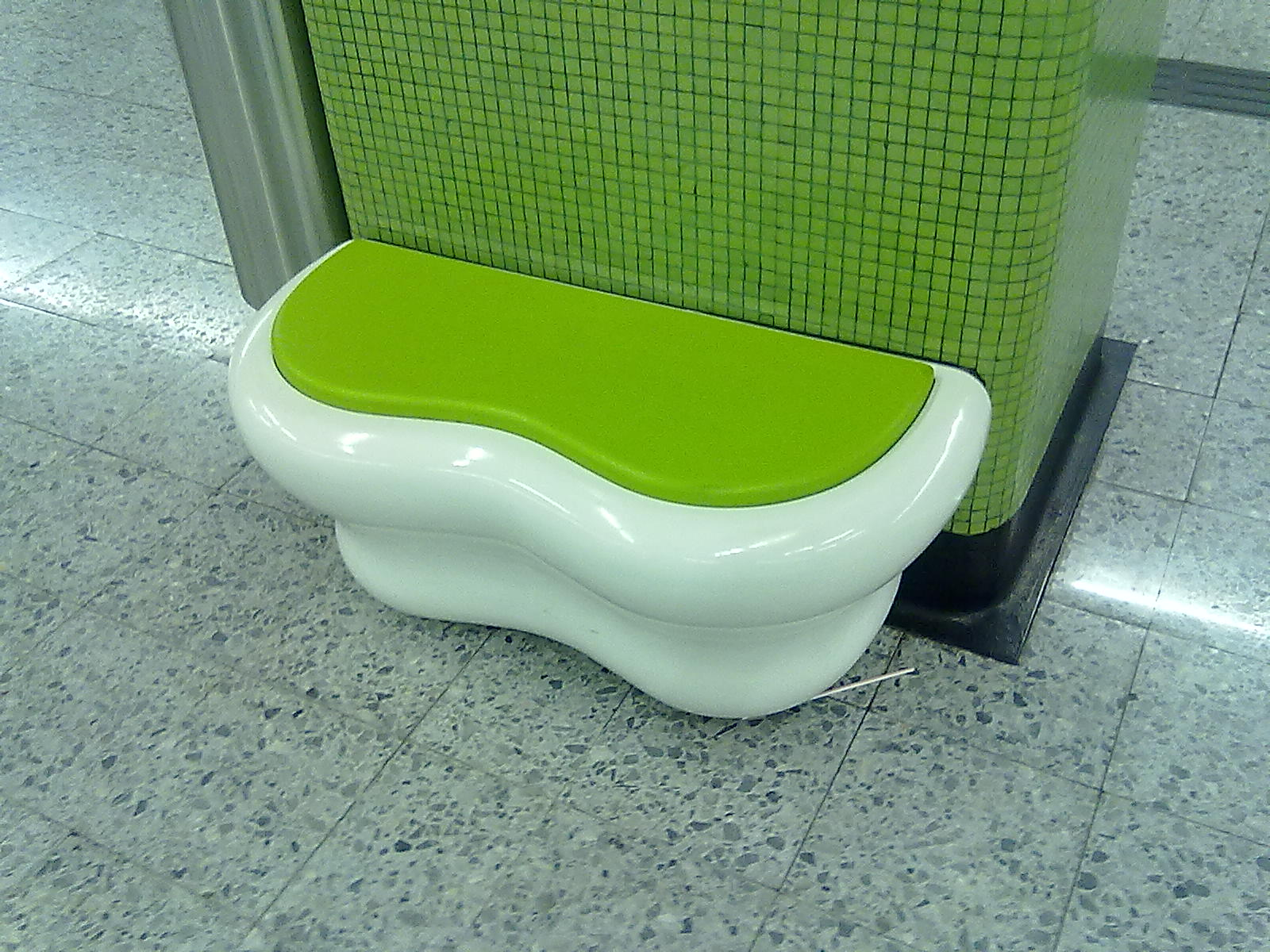
佐敦駅にある人間工学に基づいて作られた椅子。

### 店舗と自動サービス
| 駅商店 - OK便利店 - 美心西餅 - 東海堂 - Mrs Fields - 零食物語 - Rosita - 修宝靴芸 - 恒生銀行 | 自動サービス - 恒生銀行ATM - 中銀香港ATM - 自動券売機 - 証明写真 - 「e分鐘著數」機 - 郵箱服務 |

## 出口
| 出口番号     | 出口表示                                    | 目的地 |
| ------------ | ------------------------------------------- | --- |
| 出口 · A     | 裕華国貨方面                                | 裕華国貨、嘉賓商業大廈、玉器市場、玉器街、宏利公積金大廈、都会名軒、廟街、永安九龍中心                                                                     |
| 出口 · A     | 裕華国貨方面                                | 設有失明人士引導徑往返地面 |
| 出口 · B · 1 | 伊利沙伯医院 （クイーンエリザベス病院）方面 | （エレベータ設置工事のため、閉鎖中） |
| 出口 · B · 2 | 伊利沙伯医院 （クイーンエリザベス病院）方面 | 拔萃女書院、香港女童軍総会、循道衛理九龍堂、労資審裁処、土地審裁処、朗逸酒店、賈梅士学校、伊利沙伯医院（クイーンエリザベス病院）、三軍会、青年会京士柏中心 |
| 出口 · B · 2 | 伊利沙伯医院 （クイーンエリザベス病院）方面 | 設有輪椅升降台往返地面 |
| 出口 · C · 1 | 宝霊街方面                                  | 柯士甸道、国際バスターミナル、荘士倫敦広場、佐敦薈、九龍公園、九龍公園体育館、九龍公園遊泳池、ネイザンロード、尖沙咀警察署                                 |
| 出口 · C · 2 | 宝霊街方面                                  | 宝霊街、突破中心、広東道、港景峰、港景匯啇場、官涌市政大廈、麗澤中学、港鉄柯士甸駅                                                                         |
| 出口 · D     | 柯士甸道方面                                | 柯士甸道、龍堡国際酒店、四海大廈、香港体育館、香港童軍中心、香港理工大学                                                                                   |
| 出口 · E     | 恒豊酒店・中心方面                          | 恒豊酒店、恒豊中心 |

## 駅周辺
・恒豊酒店

・香港逸東酒店

・はま寿司 香港佐敦店（2023年6月29日オープン）

## 交通
- 九龍バス：

- - 1、1A、2、2E、3C、6、7、8、9、11、13X、14、26、35A、36B、41A、42A、46、60X、63X、69X、81、81C、87D、95、98D、203C、208、219X、234X、238X、259B（平日ラッシュ時のみ）、260X、268B、268X、269B、270A、271、281A、296D
- 空港バス：

- - A21、A22、E23
- 香港島方面バス（トンネルバス）：

- - 970、970X、971
- ミニバス：
  - 6、6A、26、57M、80M
- 機場快線シャトルバス：
  - K1 - 佐敦駅 ↔ 機場快線九龍駅

## 歴史
- 1979年12月16日 - 観塘線の駅として開業。
- 1982年4月26日 - 荃湾方面への延伸に先立って路線名の調整が行われ、荃湾線の駅となる。

## 隣の駅
香港鉄路
■荃湾線
尖沙咀駅 - 佐敦駅 - 油麻地駅